# Калиновка (Атбасарський район)
Кали́новка (каз. Калиновка) — село у складі Атбасарського району Акмолинської області Казахстану. Входить до складу Ярославського сільського округу.
Населення — 195 осіб (2021; 306 у 2009, 0 у 1999, 453 у 1989).
Національний склад станом на 1989 рік:
- казахи — 53 %.